# Frantic
Frantic är en amerikansk-fransk mysterie-thrillerfilm från 1988, regisserad av Roman Polański med och Harrison Ford i huvudrollen.

## Handling
Det gifta paret Richard och Sondra Walker är på besök i Paris när Sondra plötsligt försvinner under mystiska former från parets hotellrum.

## I rollerna
- Dr. Richard Walker – Harrison Ford
- Sondra Walker – Betty Buckley
- Michelle – Emmanuelle Seigner

## Om filmen
- Filmen hade svensk premiär den 26 augusti 1988.
- Roman Polanski kom till Sverige strax före premiären tillsammans med Emmanuelle Seigner för att ge intervjuer.